# Plochtchad 1905 goda (métro d'Iekaterinbourg)
Plochtchad 1905 goda (en russe : Площадь 1905 года et en anglais : Ploshchad 1905 goda) est une station de la ligne 1 du métro d'Iekaterinbourg.
Mise en service en 1994, elle est desservie par les rames de la ligne 1.

## Situation sur le réseau

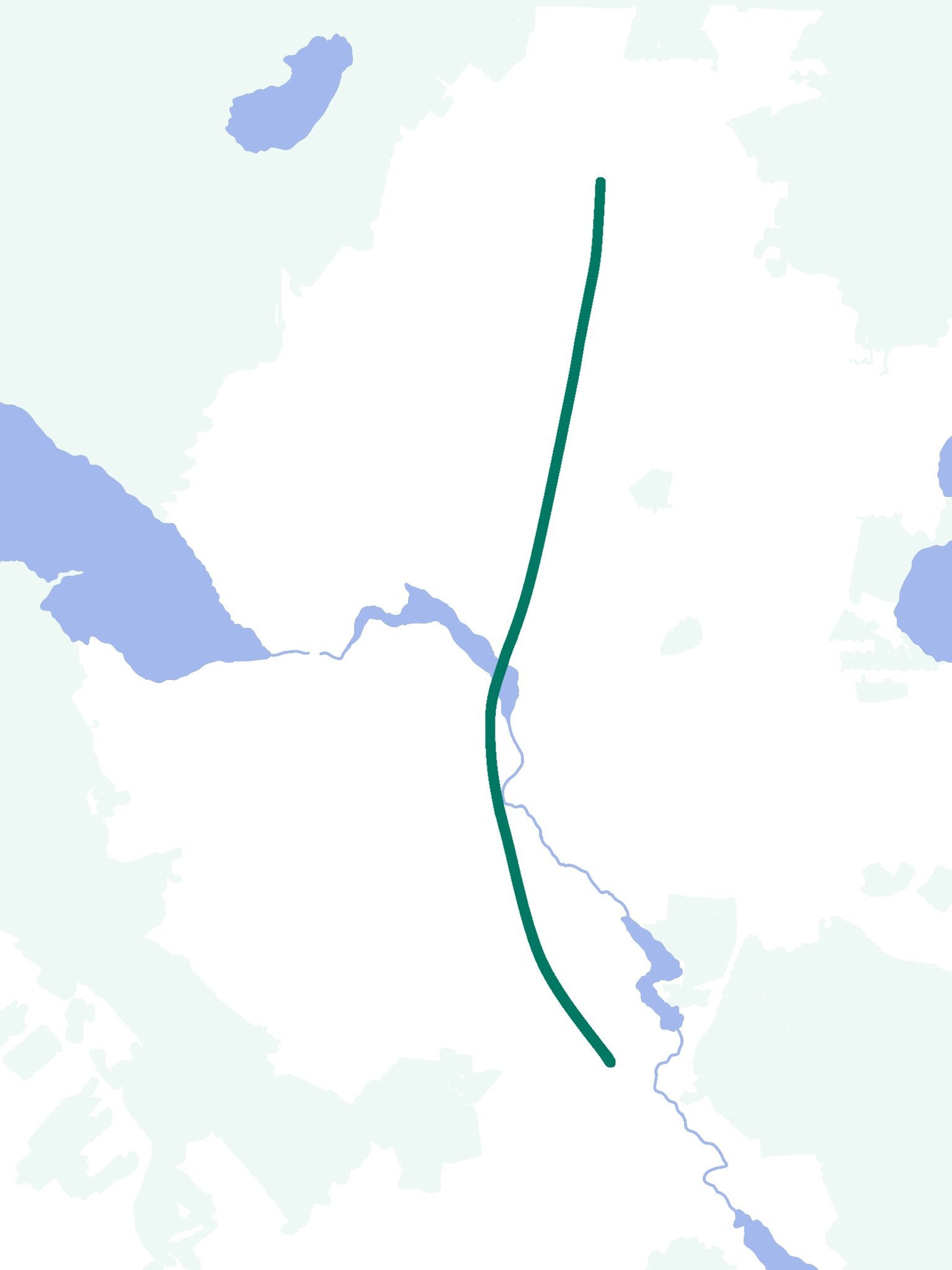
Plan du métro (2019).

Établie en souterrain, la station Plochtchad 1905 goda, est une station de passage de la ligne 1 du métro d'Iekaterinbourg. Elle est située entre la station Dinamo, en direction du terminus nord Prospekt Kosmonavtov, et la station Gueologuitcheskaïa, en direction du terminus sud, Botanitcheskaïa.
Elle dispose d'un quai central encadré par les deux voies de la ligne.

## Histoire
La station Plochtchad 1905 goda est mise en service le 22 décembre 1994. La station est due aux architectes A. Zaslavski, V. Demintsev, A. Smirnov, V. Trefilov, V. Koussenko et aux artistes céramistes V. Stepanov.

## Services aux voyageurs

### Desserte
Plochtchad 1905 goda est desservie par les rames de la ligne 1.